# Alofivai
Alofivai – miejscowość w Wallis i Futunie (wspólnota zamorska Francji), na północno-wschodnim wybrzeżu wyspy Wallis; w dystrykcie Hahake; 437 mieszkańców (2008). Wioski Finetomai i Papakila również stanowią część obszaru Alofivai. Miejscowość jest stolicą edukacji Wallis, zawierającą liczne katolickie kościoły, instytucje i szkoły. W Alofivai jest szkoła (uczelnia) drugiego poziomu na terytorium Wallis i Futuna, założona w 1922 r. przez misjonarzy. College położony jest w północno-zachodniej części jeziora Alofivai.